# اندیس سرب آهوانو (دامغان)
سرب آهوانو (دامغان) یک اندیس فلزی است که در استان سمنان قرار دارد و مادهٔ معدنی موجود در آن، سرب است.